# Hoplobunus mexicanus
Hoplobunus mexicanus is een hooiwagen uit de familie Stygnopsidae.